# José Acevedo Garrido
José Miguel Acevedo Garrido (Rancagua, Chile, 11 de diciembre de 1985) es un exfutbolista chileno que jugaba de arquero. Actualmente en el cuerpo técnico de Fernández Vial como preparador de arqueros.

## Trayectoria
Inició su carrera futbolística en los cadetes de la Universidad Católica O’Higgins de Rancagua. El año 2007 fue enviado a préstamo a Deportes Santa Cruz, donde fue uno de los elementos más rescatables del equipo que dirigía el exjugador loíno, Italo Díaz.
En el año 2008 llegó a Naval de Talcahuano en donde fue una de las principales figuras para el ascenso al fútbol profesional. En 2012 fue cedido en calidad de préstamo al equipo loíno.

## Clubes
| Club                 | País  | Año       |
| -------------------- | ----- | --------- |
| O'Higgins            | Chile | 2006      |
| Universidad Cátolica | Chile | 2007      |
| Deportes Santa Cruz  | Chile | 2007-2008 |
| Naval de Talcahuano  | Chile | 2009-2011 |
| Cobreloa             | Chile | 2012-2014 |
| Deportes Valdivia    | Chile | 2014-2015 |
| Deportes Copiapó     | Chile | 2015-2016 |
| Malleco Unido        | Chile | 2016-2017 |
| Iberia               | Chile | 2017-2018 |
| Malleco Unido        | Chile | 2018      |